# يوهان سورينسن
جون سورينسن (بالنرويجية البوكمول: Johan Sørensen)‏ هو ناشر نرويجي، ولد في 21 نوفمبر 1830 في دروباك في النرويج، وتوفي في 1 أكتوبر 1918 في Sør-Fron ‏ في النرويج.